# Distretto di Faridabad
Il distretto di Faridabad è un distretto dell'Haryana, in India, di 2 193 276 abitanti. È situato nella divisione di Gurgaon e il suo capoluogo è Faridabad.